# شقایق فراهانی
شقایق فراهانی (زادهٔ ۲ مردادِ ۱۳۵۱) بازیگر سینما و تلویزیون اهل ایران است. او در فیلم‌هایِ فیلم‌سازانِ نامداری چون داریوش مهرجویی و ایرج قادری و بهرام بیضایی و مسعود کیمیایی بازی کرده است.

## زندگی
شقایق فَراهانی دخترِ بهزاد فراهانی و فهیمه رحیم‌نیا، و خواهرِ بزرگ‌ترِ گلشیفته فراهانی، از بازیگران سینما و تلویزیون ایران و آذرخش فراهانی سرپرست، نوازنده، ترانه‌سرا است. وی در طول مدت بازیگری‌اش پُرکار بوده است و منتقدین بازی وی را در فیلم چتری برای دو نفر ستوده‌اند. این بازیگر نقش‌هایش در فیلم‌های چتری برای دو نفر، پروانه‌ای در باد و سریال کلاه پهلوی را ماندگار می‌داند. او از کودکی در کنار پدر و مادرش در تئاتر بازی می‌کرد.
او با حضور در فیلمِ لیلا به سینما آمد. در بزرگسالی با بازی در فیلم پروانه در سطح بین‌المللی توانست موفق شود.

## فیلم‌شناسی

### سینمایی
- خرچنگ (۱۴۰۲)
- مفت‌بر (۱۴۰۲)
- عروس خیابان فرشته (۱۳۹۹)
- گل به خودی (۱۳۹۹)
- قایقران (۱۳۹۸)
- سلفی با رستم (۱۳۹۸)
- کوچه ژاپنی‌ها (۱۳۹۸)
- زهرمار (۱۳۹۷)
- کلوپ همسران (۱۳۹۷)
- پری‌سا (۱۳۹۶)
- دزد و پری۲ (۱۳۹۶) (شیرین)
- سال دوم دانشکده من (۱۳۹۶)
- پاسیو (۱۳۹۶)
- آزاد به قید شرط (۱۳۹۵)
- انزوا (۱۳۹۵)
- پشت دیوار سکوت (۱۳۹۵)
- چراغ‌های ناتمام (۱۳۹۵)
- خانه کاغذی (۱۳۹۵)
- دعوتنامه (۱۳۹۵)
- ناکوک (۱۳۹۵)
- قرارمون پارک شهر (۱۳۹۵)
- تولد جنجالی (۱۳۹۴)
- آب‌نبات چوبی (۱۳۹۴)
- نقطه کور (۱۳۹۴) (پروانه)
- نیمه شب اتفاق افتاد (۱۳۹۴)
- دربست (۱۳۹۴)
- گذر موقت (۱۳۹۴)
- ارغوان (۱۳۹۳)
- فصل انار (۱۳۹۳)
- افسونگر (۱۳۹۲)
- به تهران خوش آمدید (۱۳۹۲)
- خانوم (۱۳۹۲)
- خواب‌زده‌ها (۱۳۹۲)
- رستاخیز (۱۳۹۲)
- سایه روشن (۱۳۹۲)
- کلاشینکف (۱۳۹۲)
- متروپل (۱۳۹۲)
- آینه شمعدون (۱۳۹۱)
- نیکان و بچه غول (۱۳۹۱ حضور افتخاری)
- بی خداحافظی (۱۳۹۰)
- تجریش ناتمام (۱۳۹۰)
- خنده در باران (۱۳۹۰)
- گناهکاران (۱۳۹۰)
- باغ قرمز (۱۳۸۸)
- شیرین (۱۳۸۷)
- بیداری (۱۳۸۷)
- محاکمه در خیابان (۱۳۸۷)
- وقتی همه خوابیم (۱۳۸۷)
- پسر تهرانی (۱۳۸۷ حضور افتخاری)
- دل‌شکسته (۱۳۸۶ حضور افتخاری)
- دایناسور (۱۳۸۶)
- مظفرنامه (۱۳۸۶)
- مقلد شیطان (۱۳۸۵)
- مهمان (۱۳۸۵)
- نصف مال من، نصف مال تو (۱۳۸۵)
- راه طی‌شده (۱۳۸۴)
- صحنه جرم، ورود ممنوع! (۱۳۸۴)
- قلقلک (۱۳۸۴)
- شارلاتان (۱۳۸۳)
- پروانه‌ای در باد (۱۳۸۲)
- آدمک‌ها (۱۳۸۰)
- سیندرلا (۱۳۸۰)
- چتری برای دو نفر (۱۳۷۹)
- راز شب بارانی (۱۳۷۹)
- سمفونی تاریک (۱۳۷۹)
- شب‌های تهران (۱۳۷۹)
- صدای سخن عشق (۱۳۷۹)
- شهرت (۱۳۷۸)
- عشق کافی نیست (۱۳۷۷)
- طوطیا (۱۳۷۷) (شقایق)
- لیلا (۱۳۷۵)[۳]

### مجموعه تلویزیونی

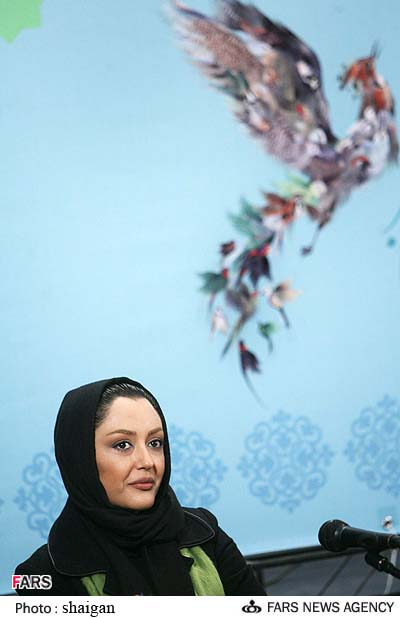
در نشست خبری وقتی همه خوابیم در جشنواره فیلم فجر ۱۳۸۷

| سال       | نام              | کارگردان                  | شبکه پخش‌کننده |
| --------- | ---------------- | ------------------------- | ------------- |
| ۱۴۰۲      | نیکان            | علی سراهنگ                | سه            |
| ۱۴۰۱      | گیلدخت           | مجید اسماعیلی             | یک و آیفیلم   |
| ۱۴۰۰      | هم‌سایه           | محمدحسین غضنفری           | سه            |
| ۱۳۹۹–۱۴۰۱ | ارثیه پدری       | میلاد بنایی و مهدی نقویان | آیو           |
| ۱۳۹۶      | هست و نیست       | حسین سهیلی زاده           | دو            |
| ۱۳۹۶      | گمشدگان          | رضا کریمی                 | دو            |
| ۱۳۹۳      | بی‌قرار(فصل دوم)  | فلورا سام                 | دو            |
| ۱۳۹۴      | فوق سری          | مهدی فخیم زاده            | یک            |
| ۱۳۹۳      | انقلاب زیبا      | بهرنگ توفیقی              | یک            |
| ۱۳۹۳      | پازل             | ابراهیم شیبانی            |               |
| ۱۳۹۲      | ماتادور          | فرهاد نجفی                | یک            |
| ۱۳۹۲      | مادرانه          | جواد افشار                | سه            |
| ۱۳۹۲      | بی‌قرار           | فلورا سام                 | دو            |
| ۱۳۸۳–۱۳۹۱ | کلاه پهلوی       | ضیاءالدین دری             | یک            |
| ۱۳۸۲      | آخرین آواز ققنوس | مسعود تکاور               |               |
| ۱۳۸۰      | خانه پدری        | فریدون حسن پور            | پنج           |
| ۱۳۷۸      | داستان یک شهر    | اصغر فرهادی               | پنج           |
| ۱۳۷۳      | حباب             | ابوالقاسم معارفی          |               |

### شبکه نمایش خانگی
- آسپرین - در نقش دکتر مریم حامد - ۹۵–۱۳۹۴
- سال دوم دانشکده من - ۱۳۹۶
- عقرب عاشق - ۱۴۰۲
- سایه باز - ۱۴۰۲
- استخوان‌سوز[۵] - ۱۴۰۳

## صداپیشه
- آخرین داستان